# Suzan
Cet article possède des paronymes, voir Suzanne et Susan.
Suzan est une commune française située dans le département de l'Ariège, en région Occitanie. Sur le plan historique et culturel, la commune fait partie du Couserans, pays aux racines gasconnes structuré par le cours du Salat.
Exposée à un climat océanique altéré, elle est drainée par divers petits cours d'eau. Incluse dans le parc naturel régional des Pyrénées ariégeoises, la commune possède un patrimoine naturel remarquable composé de deux zones naturelles d'intérêt écologique, faunistique et floristique.
Suzan est une commune rurale qui compte 24 habitants en 2022, après avoir connu un pic de population de 72 habitants en 1806. Ses habitants sont appelés les Suzanois ou Suzanoises.
Elle fait partie de la communauté de communes Couserans - Pyrénées.

## Géographie

### Localisation
La commune de Suzan se trouve dans le département de l'Ariège, en région Occitanie.
Elle se situe à 15 km à vol d'oiseau de Foix, préfecture du département, à 24 km de Saint-Girons, sous-préfecture, et enclavée et complètement entourée par La Bastide-de-Sérou, bureau centralisateur du canton du Couserans Est dont dépend la commune depuis 2015 pour les élections départementales.
La commune fait en outre partie du bassin de vie de Foix.
Les communes les plus proches sont : 
La Bastide-de-Sérou (2,8 km), Aigues-Juntes (3,3 km), Montels (4,1 km), Nescus (4,8 km), Gabre (4,9 km), Montégut-Plantaurel (5,2 km), Cadarcet (5,3 km), Alzen (5,6 km).
Sur le plan historique et culturel, Suzan fait partie du Couserans, pays aux racines gasconnes structuré par le cours du Salat (affluent de la Garonne), que rien ne prédisposait à rejoindre les anciennes dépendances du comté de Foix.
|                     | La Bastide-de-Sérou |                     |
| La Bastide-de-Sérou | Suzan               | La Bastide-de-Sérou |
|                     | La Bastide-de-Sérou |                     |

Suzan forme une enclave au milieu du territoire de La Bastide-de-Sérou.

### Cadastre
La commune n'a pas de cadastre propre ni de limites précises ; les parcelles cadastrées sont incluses dans le cadastre de La Bastide-de-Sérou, qui vote les taux d'impositions et prélève les impôts locaux,,,,.
Cette absence fut causée par une erreur administrative lors de l'établissement du cadastre en 1818: les fonctionnaires ont oublié de délimiter le territoire communal par rapport à la commune enclavante.
En plus de ne pas avoir de ressources fiscales propres, la commune n'avait pas de patrimoine propre, et, jusqu'en 1990 ne percevait pas de dotations de l'État.

### Géologie et relief
La commune est située dans les Pyrénées, une chaîne montagneuse jeune, érigée durant l'ère tertiaire (il y a 40 millions d'années environ), en même temps que les Alpes. Les terrains affleurants sur le territoire communal sont constitués de roches sédimentaires datant du Mésozoïque, anciennement appelé Ère secondaire, qui s'étend de −252,2 à −66,0 Ma. La structure détaillée des couches affleurantes est décrite dans les feuilles « n°1056 - Le Mas d'Azil » et « n°1057 - Pamiers » de la carte géologique harmonisée au 1/50 000ème du département de l'Ariège, et leurs notices associées,.
La superficie cadastrale de la commune publiée par l’Insee, qui sert de références dans toutes les statistiques, est de 3,05 km2,. La superficie géographique, issue de la BD Topo, composante du Référentiel à grande échelle produit par l'IGN, est quant à elle de 2,41 km2. L'altitude du territoire varie entre 436 m et 631 m.

### Hydrographie

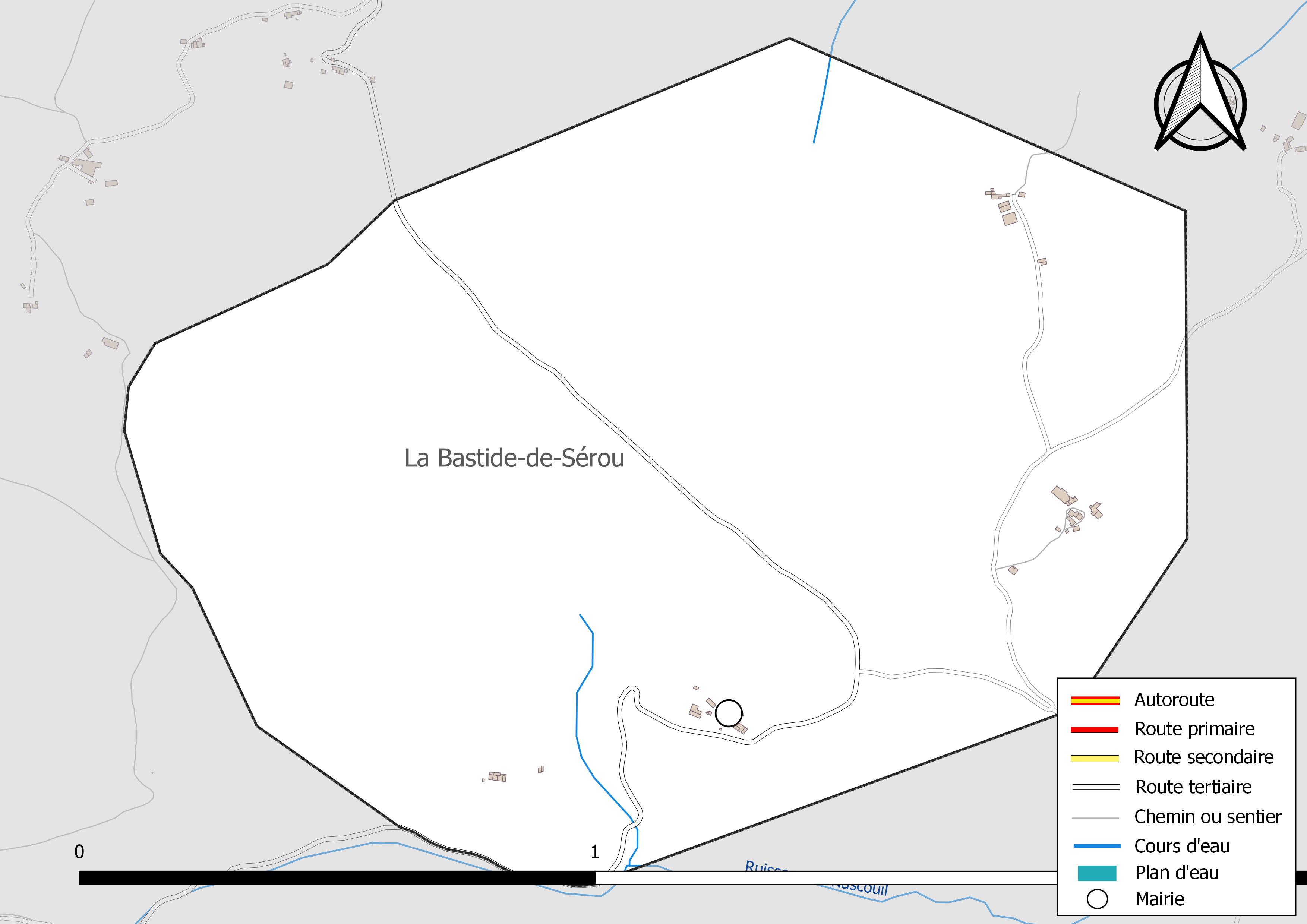
Réseaux hydrographique et routier de Suzan.

La commune est dans le bassin versant de la Garonne, au sein du bassin hydrographique Adour-Garonne. Elle est drainée par le ruisseau de Nascouil et par deux petits cours d'eau, constituant un réseau hydrographique de 1 km de longueur totale,.

### Climat
Pour des articles plus généraux, voir Climat de l'Occitanie et Climat de l'Ariège.
En 2010, le climat de la commune est de type climat océanique altéré, selon une étude s'appuyant sur une série de données couvrant la période 1971-2000. En 2020, Météo-France publie une typologie des climats de la France métropolitaine dans laquelle la commune est exposée à un climat de montagne et est dans la région climatique Pyrénées centrales, caractérisée par une pluviométrie annuelle de 1 000 à 1 200 mm.
Pour la période 1971-2000, la température annuelle moyenne est de 11,9 °C, avec  une amplitude thermique annuelle de 14,7 °C. Le cumul annuel moyen de précipitations est de 984 mm, avec 9,7 jours de précipitations en janvier et 7 jours en juillet. Pour la période 1991-2020 la température moyenne annuelle observée sur la station météorologique la plus proche, située sur la commune de La Bastide-de-Sérou à 1 km à vol d'oiseau, est de 11,9 °C et le cumul annuel moyen de précipitations est de 1 091,0 mm,. Pour l'avenir, les paramètres climatiques de la commune estimés pour 2050 selon différents scénarios d’émission de gaz à effet de serre sont consultables sur un site dédié publié par Météo-France en novembre 2022.

### Milieux naturels et biodiversité

#### Espaces protégés
La protection réglementaire est le mode d’intervention le plus fort pour préserver des espaces naturels remarquables et leur biodiversité associée,.
La commune fait partie du parc naturel régional des Pyrénées ariégeoises, créé en 2009 et d'une superficie de 245 973 ha, qui s'étend sur 138 communes du département. Ce territoire unit les plus hauts sommets aux frontières de l’Andorre et de l’Espagne (la Pique d'Estats, le mont Valier, etc) et les plus hautes vallées des avants-monts, jusqu’aux plissements du Plantaurel.

#### Zones naturelles d'intérêt écologique, faunistique et floristique
L’inventaire des zones naturelles d'intérêt écologique, faunistique et floristique (ZNIEFF) a pour objectif de réaliser une couverture des zones les plus intéressantes sur le plan écologique, essentiellement dans la perspective d’améliorer la connaissance du patrimoine naturel national et de fournir aux différents décideurs un outil d’aide à la prise en compte de l’environnement dans l’aménagement du territoire.
Une ZNIEFF de type 1 est recensée sur la commune :
« vallon du Nascouil et monts de la Bouiche, de la Garosse et de la Bouyche » (395 ha), couvrant 2 communes du département et une ZNIEFF de type 2, : 
« le Plantaurel » (42 116 ha), couvrant 72 communes dont 68 dans l'Ariège, 2 dans l'Aude et 2 dans la Haute-Garonne.

Carte des ZNIEFF de type 1 et 2 à Suzan.
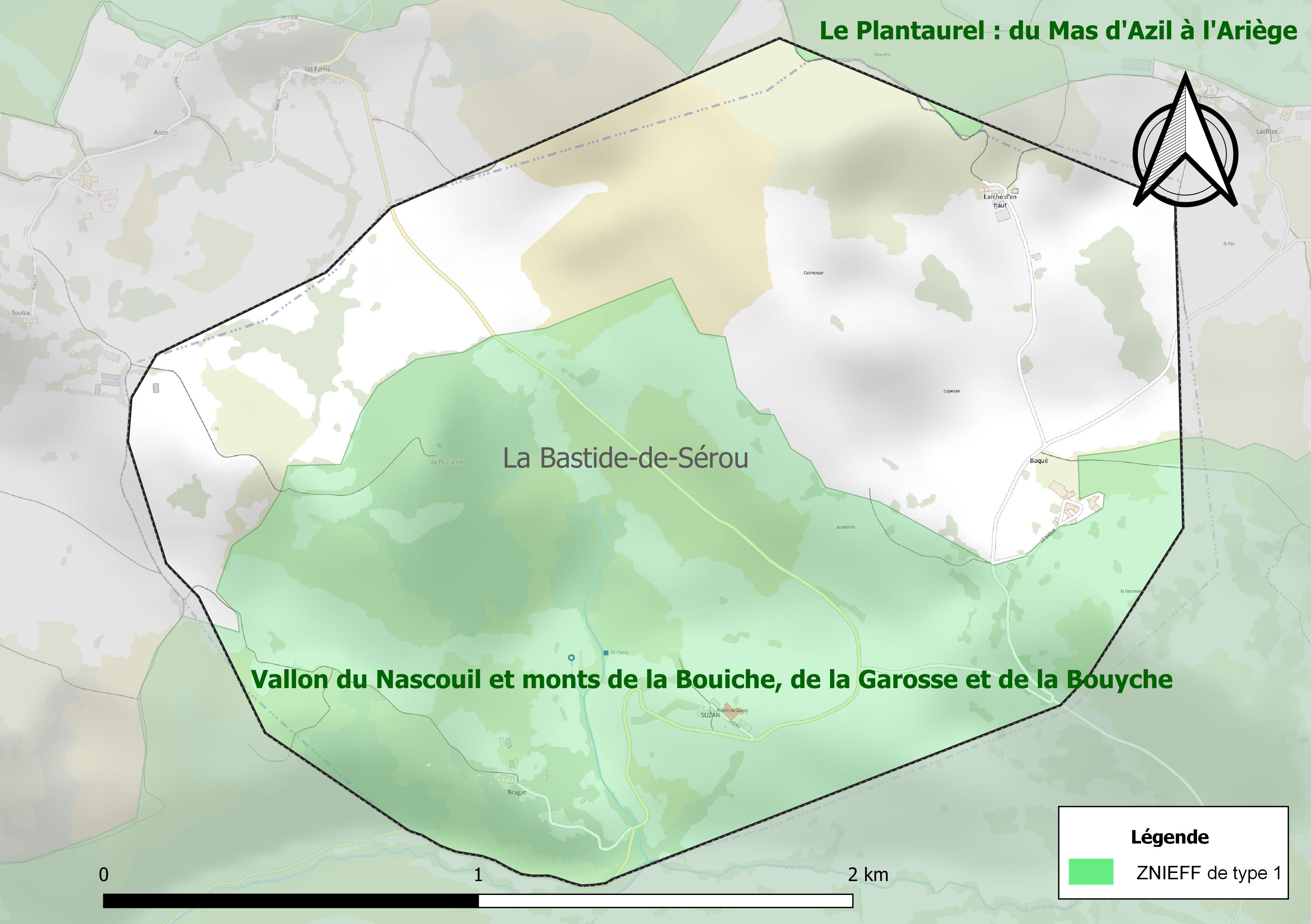
Carte de la ZNIEFF de type 1 sur la commune.
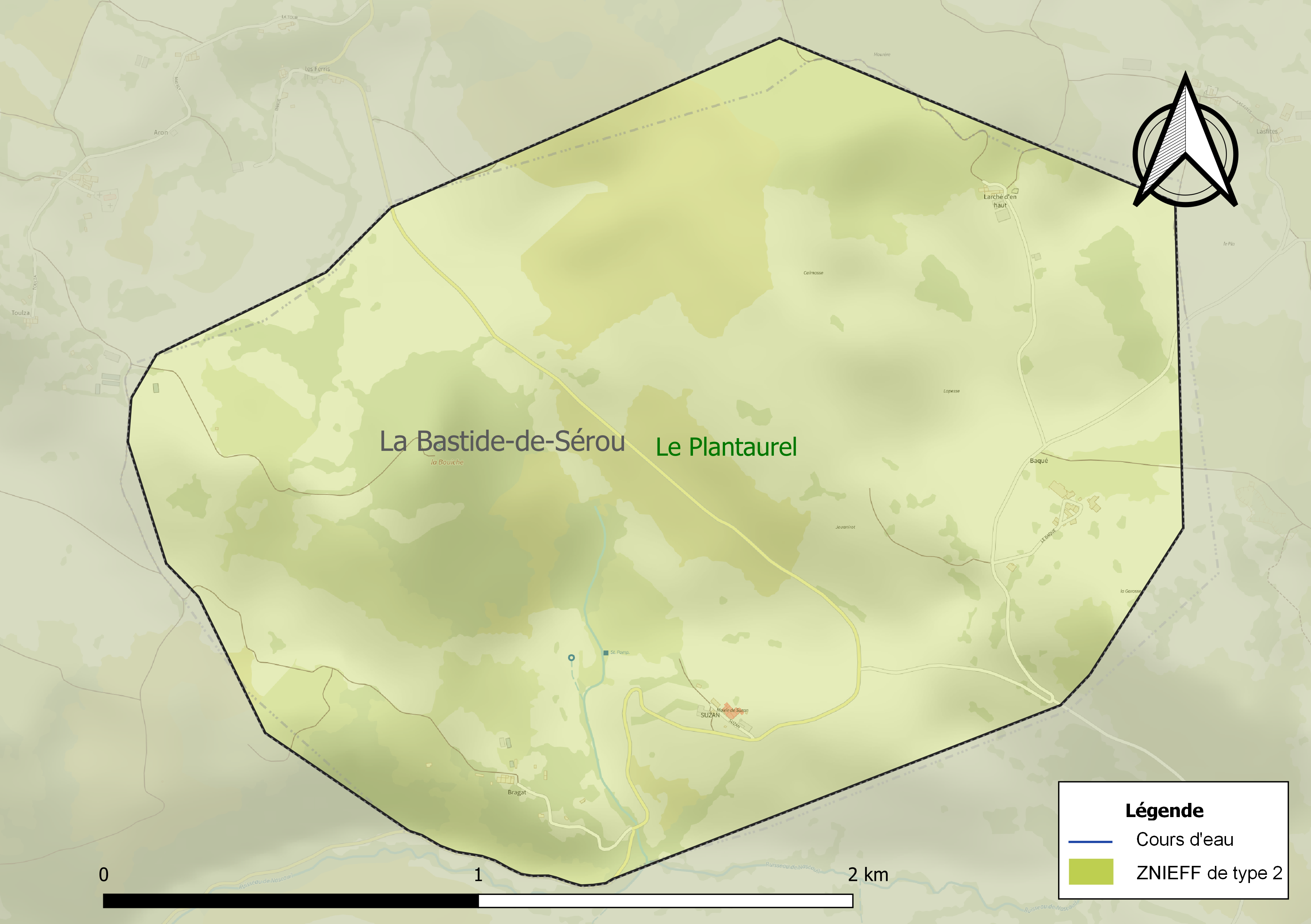
Carte de la ZNIEFF de type 2 sur la commune.

## Urbanisme

### Typologie
Au 1er janvier 2024, Suzan est catégorisée commune rurale à habitat très dispersé, selon la nouvelle grille communale de densité à 7 niveaux définie par l'Insee en 2022.
Elle est située hors unité urbaine et hors attraction des villes,.

### Occupation des sols
L'occupation des sols de la commune, telle qu'elle ressort de la base de données européenne d’occupation biophysique des sols Corine Land Cover (CLC), est marquée par l'importance des territoires agricoles (93,4 % en 2018), en diminution par rapport à 1990 (97,9 %). La répartition détaillée en 2018 est la suivante : 
prairies (65,2 %), zones agricoles hétérogènes (28,2 %), milieux à végétation arbustive et/ou herbacée (6,6 %). L'évolution de l’occupation des sols de la commune et de ses infrastructures peut être observée sur les différentes représentations cartographiques du territoire : la carte de Cassini (XVIIIe siècle), la carte d'état-major (1820-1866) et les cartes ou photos aériennes de l'IGN pour la période actuelle (1950 à aujourd'hui).

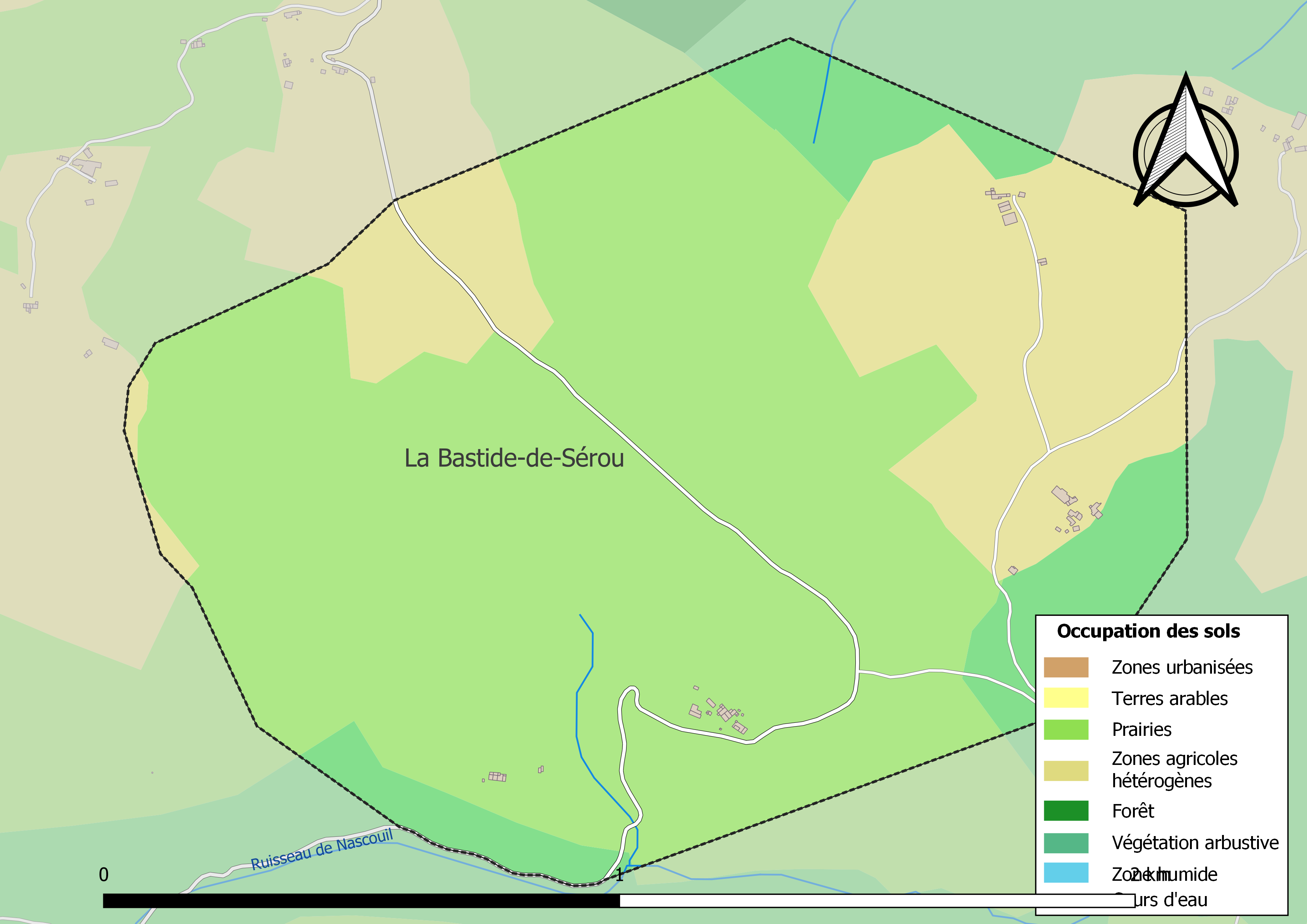
Carte des infrastructures et de l'occupation des sols de la commune en 2018 (CLC).

### Habitat et logement
En 2018, le nombre total de logements dans la commune était de 7, alors qu'il était de 8 en 2013 et de 7 en 2008.
Parmi ces logements, 100 % étaient des résidences principales, 0 % des résidences secondaires et 0 % des logements vacants. Ces logements étaient pour 75 % d'entre eux des maisons individuelles et pour 12,5 % des appartements.
Le tableau ci-dessous présente la typologie des logements à Suzan en 2018 en comparaison avec celle de l'Ariège et de la France entière. Une caractéristique marquante du parc de logements est ainsi une proportion de résidences secondaires et logements occasionnels (0 %) inférieure à celle du département (24,6 %) et à celle de la France entière (9,7 %). Concernant le statut d'occupation de ces logements, 75 % des habitants de la commune sont propriétaires de leur logement (87,5 % en 2013), contre 66,3 % pour l'Ariège et 57,5 % pour la France entière.
| Typologie                                               | Suzan | Ariège | France entière |
| ------------------------------------------------------- | ----- | ------ | -------------- |
| Résidences principales (en %)                           | 100   | 65,7   | 82,1           |
| Résidences secondaires et logements occasionnels (en %) | 0     | 24,6   | 9,7            |
| Logements vacants (en %)                                | 0     | 9,7    | 8,2            |

### Risques majeurs

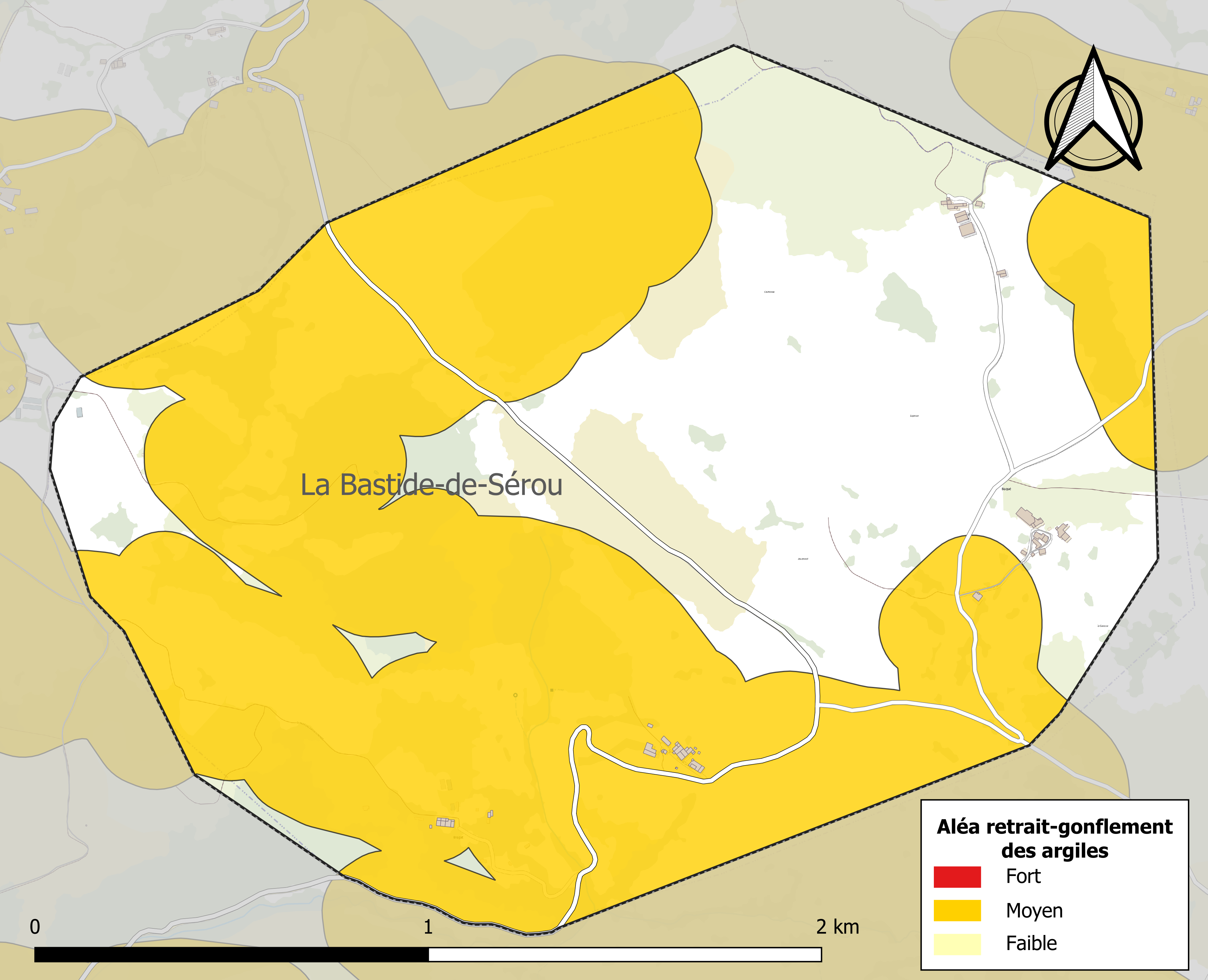
Zonage de l'aléa retrait-gonflement des argiles sur la commune de Suzan.

Le territoire de la commune de Suzan est vulnérable à différents aléas naturels : inondations, climatiques (grand froid ou canicule), feux de forêts, mouvements de terrains et séisme (sismicité modérée),.
Certaines parties du territoire communal sont susceptibles d’être affectées par le risque d’inondation par crue torrentielle d'un cours d'eau, ou ruissellement d'un versant.
Les mouvements de terrains susceptibles de se produire sur la commune sont  soit des glissements de terrains, soit des effondrements liés à des cavités souterraines, soit des mouvements liés au retrait-gonflement des argiles. Près de 50 % de la superficie du département est concernée par l'aléa retrait-gonflement des argiles, dont la commune de Suzan. L'inventaire national des cavités souterraines permet par ailleurs de localiser celles situées sur la commune.
Près de 50 % de la superficie du département est concernée par l'aléa retrait-gonflement des argiles, dont la commune de Suzan. L'inventaire national des cavités souterraines permet par ailleurs de localiser celles situées sur la commune.

## Histoire

### Moyen Âge

#### Les Hospitaliers
La première mention du nom de la commune semble remonter à 1280 : un château dépendant de la commanderie des Hospitaliers de l'ordre de Saint-Jean de Jérusalem située à Gabre.

### Époque moderne
De 1790 à 1794, Suzan a été rattachée à La Bastide-de-Sérou, avant de reprendre son indépendance. Il n'y a eu aucune détermination des limites.

## Politique et administration

### Découpage territorial
La commune de Suzan est membre de la communauté de communes Couserans-Pyrénées, un établissement public de coopération intercommunale (EPCI) à fiscalité propre créé le 18 novembre 2016 dont le siège est à Saint-Lizier. Ce dernier est par ailleurs membre d'autres groupements intercommunaux.
Sur le plan administratif, elle est rattachée à l'arrondissement de Saint-Girons, au département de l'Ariège, en tant que circonscription administrative de l'État, et à la région Occitanie.
Sur le plan électoral, elle dépend du canton du Couserans Est pour l'élection des conseillers départementaux, depuis le redécoupage cantonal de 2014 entré en vigueur en 2015, et de la première circonscription de l'Ariège  pour les élections législatives, depuis le redécoupage électoral de 1986.

### Liste des maires
| Période                                  | Période  | Identité      | Étiquette | Qualité       |
| ---------------------------------------- | -------- | ------------- | --------- | ------------- |
| mars 2001                                | 2008     | René Rouch    |           |               |
| mars 2008                                | En cours | Gabriel Fauré |           | Fonctionnaire |
| Les données manquantes sont à compléter. |          |               |           |               |

## Démographie
L'évolution du nombre d'habitants est connue à travers les recensements de la population effectués dans la commune depuis 1800. Pour les communes de moins de 10 000 habitants, une enquête de recensement portant sur toute la population est réalisée tous les cinq ans, les populations de référence des années intermédiaires étant quant à elles estimées par interpolation ou extrapolation. Pour la commune, le premier recensement exhaustif entrant dans le cadre du nouveau dispositif a été réalisé en 2006.

En 2022, la commune comptait 24 habitants, en évolution de +41,18 % par rapport à 2016 (Ariège : +1,48 %, France hors Mayotte : +2,11 %).
| 1800 | 1806 | 1821 | 1831 | 1836 | 1841 | 1846 | 1851 | 1856 |
| ---- | ---- | ---- | ---- | ---- | ---- | ---- | ---- | ---- |
| 61   | 72   | 56   | 52   | 58   | 57   | 60   | 57   | 57   |

| 1861 | 1866 | 1872 | 1876 | 1881 | 1886 | 1891 | 1896 | 1901 |
| ---- | ---- | ---- | ---- | ---- | ---- | ---- | ---- | ---- |
| 59   | 53   | 57   | 52   | 47   | 41   | 44   | 47   | 47   |

| 1906 | 1911 | 1921 | 1926 | 1931 | 1936 | 1946 | 1954 | 1962 |
| ---- | ---- | ---- | ---- | ---- | ---- | ---- | ---- | ---- |
| 47   | 44   | 44   | 32   | 37   | 35   | 34   | 28   | 26   |

| 1968 | 1975 | 1982 | 1990 | 1999 | 2006 | 2011 | 2016 | 2021 |
| ---- | ---- | ---- | ---- | ---- | ---- | ---- | ---- | ---- |
| 24   | 23   | 19   | 17   | 17   | 21   | 23   | 17   | 20   |

| 2022 | - | - | - | - | - | - | - | - |
| ---- | - | - | - | - | - | - | - | - |
| 24   | - | - | - | - | - | - | - | - |

## Économie

### Emploi
| Division       | 2008   | 2013   | 2018   |
| -------------- | ------ | ------ | ------ |
| Commune        | 18,2 % | 0 %    | 0 %    |
| Département    | 8,9 %  | 11,1 % | 11,2 % |
| France entière | 8,3 %  | 10 %   | 10 %   |

En 2018, la population âgée de 15 à 64 ans s'élève à 10 personnes, parmi lesquelles on compte 35,9 % d'actifs (35,9 % ayant un emploi et 0 % de chômeurs) et 64,1 % d'inactifs,. En  2018, le taux de chômage communal (au sens du recensement) des 15-64 ans est inférieur à celui de la France et du département, alors qu'en 2008 la situation était inverse.
La commune est hors attraction des villes,. Elle compte 3 emplois en 2018, contre 5 en 2013 et 5 en 2008. Le nombre d'actifs ayant un emploi résidant dans la commune est de 3, soit un indicateur de concentration d'emploi de 80,7 % et un taux d'activité parmi les 15 ans ou plus de 26,4 %.
Sur ces 3 actifs de 15 ans ou plus ayant un emploi, 1 travaille dans la commune, soit 25 % des habitants. Pour se rendre au travail, 75 % des habitants utilisent un véhicule personnel ou de fonction à quatre roues et 25 % n'ont pas besoin de transport (travail au domicile).

### Activités hors agriculture
Deux établissements seulement relevant d’une activité hors champ de l’agriculture sont implantés  à Suzan au 31 décembre 2019.

### Agriculture
|                                   | 1988 | 2000 | 2010 |
| --------------------------------- | ---- | ---- | ---- |
| Exploitations                     | 3    | 4    | 5    |
| Superficie agricole utilisée (ha) | 293  | 367  | 377  |

La commune fait partie de la petite région agricole dénommée « Région sous-pyrénéenne ». En 2010, l'orientation technico-économique de l'agriculture  sur la commune est l'élevage de bovins, lait, élevage et viande combinés. Cinq exploitations agricoles ayant leur siège dans la commune sont dénombrées lors du recensement agricole de 2010 (trois en 1988). La superficie agricole utilisée est de 377 ha.

## Culture locale et patrimoine
En 2020, le village n'a aucun édifice religieux.